# Unipolarismo
Per unipolarismo si intende il prevalere di una sola potenza nazionale (una superpotenza) nell'equilibrio delle relazioni mondiali.
Nella storia contemporanea questo fenomeno si è verificato alla fine della Guerra fredda, con il crollo dell'Unione Sovietica e il susseguente dominio di fatto degli Stati Uniti.

## Alla fine del XX secolo
Dal 1989, dopo la caduta del muro di Berlino e la successiva dissoluzione dell'URSS alcuni storici hanno definito "unipolare" il sistema internazionale venutosi a creare.

## L'unipolarismo nel XXI secolo
Altri studiosi, invece, hanno messo in rilievo la possibilità dell'emergere di un nuovo multipolarismo, sia per l'effetto di bilanciamento che produce l'entrata in scena di nuovi attori politici, sia per la notevole riduzione del divario tra le varie potenze mondiali che sembra delinearsi dopo la crisi economica del 2008.